# Các giả thuyết tiếp xúc viễn dương thời kỳ tiền Colombo

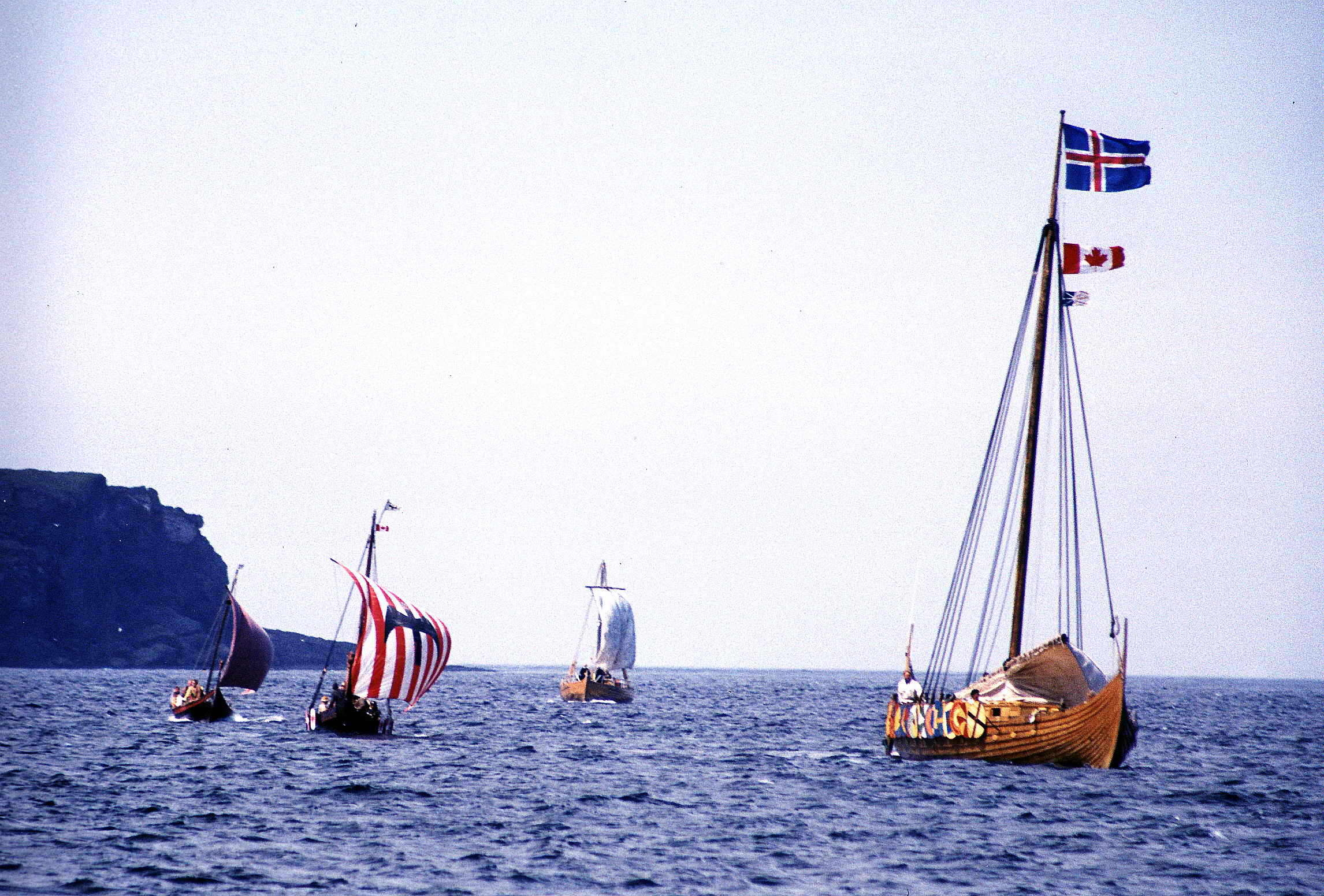
Phỏng dựng cảnh đoàn thuyền Viking đổ bộ L'Anse aux Meadows

Các giả thuyết tiếp xúc viễn dương thời kỳ tiền Colombo là tập hợp các giả thuyết (hầu hết mang tính phỏng đoán) cho rằng người châu Phi, châu Á, châu Âu hoặc châu Đại Dương đã tiếp xúc, trao đổi với người bản xứ châu Mỹ và/hoặc đã viếng thăm châu Mỹ trước cả khi Cristoforo Colombo lần đầu hải hành đến vùng Caribê năm 1492. Các nghiên cứu liên ngành từ năm 2004 đến năm 2009 cho rằng con người di cư sang châu Mỹ bằng thuyền, xuất phát từ Beringia men theo bờ Thái Bình Dương xuống Nam Mỹ, và những cuộc di cư này có lẽ xảy ra cùng thời hoặc liền trước những cuộc di cư trên bộ qua cầu đất tiền sử Beringia, nối Siberia với Alaska. Song những nghiên cứu ấy đề cập đến những cuộc thiên di tiền sử, chứ không đả động đến những câu hỏi về các cuộc tiếp xúc lịch sử giữa các lục địa.
Hiện nay chỉ có một vài trường hợp tiếp xúc tiền kỳ Colombo được giới khoa học chính thống chấp nhận rộng rãi. Các cuộc hải trình của người Bắc Âu từ Scandinavia vào cuối thế kỷ 10 đã đưa họ đến Greenland và L'Anse aux Meadows ở Newfoundland, trước Colombo tận 500 năm. Nghiên cứu di truyền gần đây cũng cho thấy một số quần thể người ở cực đông Polynesia có thành phần di truyền của một số dân tộc ven bờ tây Nam Mỹ, với niên đại tiếp xúc được ước tính vào khoảng năm 1200 CN.
Phản ứng của giới học thuật đối với những tuyên bố về sự tiếp xúc xuyên đại dương thời hậu tiền sử và tiền Colombo khá lẫn lộn. Một số khẳng định đã được kiểm định trong các bài báo khoa học uy tín được bình duyệt. Song vẫn có một số khẳng định phi thường dựa trên những diễn giải khảo cổ nhảm nhí hoặc mơ hồ, đôi khi là việc phát hiện ra các di vật lạc chỗ (out-of-place artifact), hoặc phương pháp so sánh văn hóa hời hợt, hoặc dựa trên các dòng sử liệu và tường thuật nhập nhằng tối nghĩa. Những khẳng định hoang đường kiểu vậy thường bị gán những mác tiêu cực, gọi mỉa là những giả thuyết ngoài rìa, giả khảo cổ học, hoặc giả lịch sử.

## Thuộc địa của người Bắc Âu tại châu Mỹ

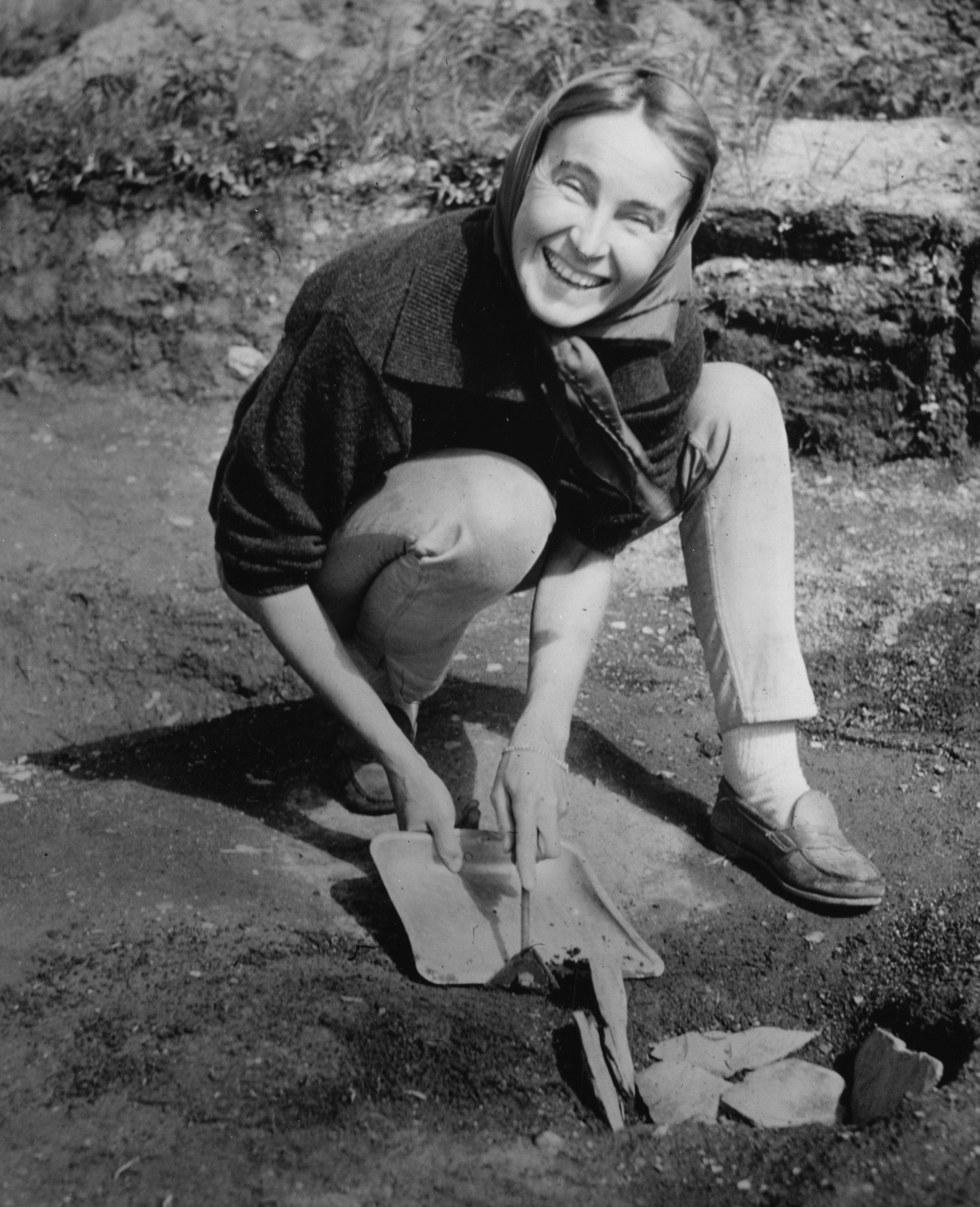
Bà Anne Stine Ingstad đang khảo sát một hố lửa nhỏ tại L'Anse aux Meadows vào năm 1963.

Các cuộc hải hành của người Bắc Âu đến Greenland và Canada tiền kỳ Colombo được ủng hộ bởi những bằng chứng khảo cổ và lịch sử rất vững chắc. Người Bắc Âu từng thành lập một thuộc địa ở Greenland vào cuối thế kỷ 10 và phát triển cho đến giữa thế kỷ 15. Họ xây dựng các ngôi nhà þing tại Brattahlíð và đăng cai một giám mục tại Garðar. Tàn tích  khu định cư Bắc Âu tại L'Anse aux Meadows ở Newfoundland ngày nay, một hòn đảo lớn bên bờ Đại Tây Dương của Canada, đã được phát hiện vào năm 1960; kiểm định niên đại bằng cacbon phóng xạ địa điểm kết luận khu vực có người sinh hoạt từ năm 990 đến năm 1050. Gần đây hơn, phân tích vòng gỗ cho thấy các công trình tại địa điểm được xây dựng khoảng năm 1021.

## Mối liên hệ Nam Đảo-châu Mỹ

### Nghiên cứu di truyền
Từ năm 2007 đến năm 2009, nhà di truyền học Erik Thorsby và các đồng nghiệp đã công bố hai nghiên cứu trên tạp chí Tissue Antigens trình bày về sự hiện diện di truyền thổ dân châu Mỹ của nhân khẩu trên Đảo Phục sinh, và khẳng định sự lai tạp đó xảy ra trước khi người châu Âu phát hiện hòn đảo. Năm 2014, nhà di truyền học Anna-Sapfo Malaspinas của Trung tâm Địa lý thuộc Đại học Copenhagen báo cáo trên tạp chí Current Biology rằng đã tìm thấy bằng chứng di truyền về sự tiếp xúc giữa quần thể người ở Đảo Phục sinh và Nam Mỹ, có niên đại khoảng 600 năm trước (tức là năm 1400 CE ± 100 năm).

### Cây khoai lang

Các tuyến lan rộng của khoai lang. Đường màu đỏ biểu thị hải tuyến người Polynesia lan truyền cây khoai lang.

### Cây cứt lợn
Cây cứt lợn (Ageratum conyzoides) là một loài thực vật có nguồn gốc từ vùng nhiệt đới của châu Mỹ. Năm 1888, William Hillebrand tìm thấy loài cây này mọc dại ở Hawaii, và ông cho rằng nó đã tồn tại trên đảo trước khi thuyền trưởng Cook đến đây vào năm 1778. Người bản xứ Hawaii gọi thứ cỏ này là meie parari hoặc mei rore, và được họ sử dụng để bào chế thuốc thang, làm hương liệu và trang trí vòng đeo cổ lei.

### Cây nghệ
Nghệ (Curcuma longa) là một loài cây có nguồn gốc từ Châu Á, và hiện ta có bằng chứng ngôn ngữ học và bằng chứng gián tiếp về sự truyền bá cây nghệ sang châu Đại Dương và Madagascar bởi người Nam Đảo. Günter Tessmann vào năm 1930 báo cáo rằng bộ tộc Amahuaca sinh sống trên tả ngạn thượng lưu Ucayali thuộc Peru có trồng một loài nghệ mà họ sử dụng làm thuốc nhuộm bôi lên cơ thể; tộc người Witoto lân cận cũng dùng nó để bôi lên mặt mỗi khi thực hiện nghi lễ khiêu vũ. Năm 1950, David Sopher nhận xét rằng "bằng chứng về sự du nhập xuyên Thái Bình Dương tiền châu Âu của loài thực vật này bởi con người dường như khá mạnh".